# Waymart
Waymart är en ort i Wayne County i delstaten Pennsylvania. Enligt 2010 års folkräkning hade Waymart 1 341 invånare.